# Arancibia
Arancibia, Aranciba, Aranzibia o Arantzibia es un apellido vasco, que en euskera significa "vado de espinos".
El apellido Arancibia proviene de la localidad de Berriatua en Vizcaya, País Vasco, España. En ese lugar se encuentra la Casa torre de Aranzibia, declarada monumento histórico nacional.
En España este apellido tiene predominancia en variadas zonas del País Vasco, Navarra (encontrándose mayormente en su forma vasca en la zona de Bilbao y Lequeitio, en Vizcaya); además, en su manera castellanizada predomina en Cataluña (específicamente en Barcelona), Valencia, Madrid y Alicante.
Fuera del territorio español este apellido tiene mayor predominancia en Chile y Argentina.

## Historia
Lope García de Salazar señala que el linaje Arancibia fue fundado por Pedro Ortiz de Arancibia, hijo de Fortún García de Arteaga, el Viejo, que edificó el solar y la torre de Arancibia en la anteiglesia de Berriatúa, a ocho leguas de Bilbao. Una rama pasó a Ondárroa (Vizcaya), de la que dimanaron líneas que pasaron a Canarias y a América. La casa de Ondárroa tuvo la autoridad de dicha villa, según una certificación del cronista Juan de Mendoza, fechada en 1689. Otras ramas pasaron a Guipúzcoa, con casas en Urnieta y Deva. Sebastián de Arancibia y Otaola, natural de Deva (Guipúzcoa), se cruzó Caballero de Calatrava, en 1609. Fco. de Arancibia Galarza, natural de Bérriz y residente en La Rioja, obtuvo Sello Mayor de hidalguía en Bilbao, en 1768.